# Fossa (Italie)
Pour les articles homonymes, voir Fossa.
Fossa est une commune de la province de L'Aquila dans la région Abruzzes en Italie.

## Géographie

### Hameaux
Cerro

### Communes limitrophes
Barisciano, L'Aquila, Ocre, Poggio Picenze, Sant'Eusanio Forconese

## Monuments et patrimoine
- le château de Fossa
- la nécropole de Fossa
- l'église Santa Maria ad Cryptas

## Administration
| Période                                  | Période  | Identité      | Étiquette       | Qualité |
| ---------------------------------------- | -------- | ------------- | --------------- | ------- |
| 30 mai 2006                              | En cours | Luigi Calvisi | Centro-Sinistra |         |
| Les données manquantes sont à compléter. |          |               |                 |         |

## Personnalités
Saint Céside de Fossa (1873-1900), missionnaire et martyr franciscain en Chine, canonisé par Jean-Paul II en octobre 2000.